# Vô gian đạo
Vô gian đạo (chữ Hán phồn thể: 無間道, chữ Hán giản thể: 无间道, bính âm: Wú Jiān Dào, tựa tiếng Anh: Infernal Affairs) là một bộ phim hình sự, trinh thám của điện ảnh Hồng Kông sản xuất năm 2002, được đánh giá là một trong những bộ phim hành động Hoa ngữ hay nhất. Thành công cả về mặt nghệ thuật và thương mại, bộ phim đã đạt doanh thu cao đặc biệt ở Hồng Kông và được xem là bộ phim đem lại sức sống mới cho cả nền điện ảnh Hồng Kông khi đó đang lâm vào tình trạng khủng hoảng về ý tưởng sáng tạo.
Bộ phim đã thắng lớn tại lễ trao giải uy tín của châu Á là Giải thưởng Điện ảnh Hồng Kông, đánh bại bộ phim Anh hùng nổi tiếng cùng năm của đạo diễn Trương Nghệ Mưu để giành giải ở hầu hết các hạng mục chính như Phim hay nhất, Đạo diễn xuất sắc nhất, Nam diễn viên chính xuất sắc nhất (Lương Triều Vĩ). Vô gian đạo cũng giành 6 giải thưởng tại LHP Kim Mã Đài Loan lần thứ 40 bao gồm: Phim hay nhất, Đạo diễn xuất sắc nhất, Kịch bản xuất sắc nhất, Nam diễn viên chính xuất sắc nhất (Lương Triều Vĩ), Nam diễn viên phụ xuất sắc nhất (Huỳnh Thu Sinh), Âm thanh tốt nhất và giải bình chọn của khán giả.
Bộ phim được tạp chí Time xếp thứ 6 trong Top 10 phim xuất sắc nhất năm 2004. Năm 2005, vô gian đạo xếp thứ 32 trong 100 phim vĩ đại nhất của điện ảnh Hoa ngữ trong 100 năm, xếp thứ 30 trong danh sách "100 phim điện ảnh xuất sắc nhất thế giới" của tạp chí Empire (Anh) năm 2010. Tác phẩm cũng đứng thứ 10 trong 18 phim điện ảnh xuất sắc nhất châu Á do tạp chí Time của Mỹ bình chọn, và là bộ phim Hồng Kông có thứ hạng cao nhất trong top 250 movies list của Internet Movie Database.
Vô gian đạo còn ảnh hưởng tới cả Hollywood. Năm 2006, đạo diễn Martin Scorsese đã làm lại bộ phim này với cái tên The Departed. Phim đã đem về 2 giải Oscar quan trọng là Phim xuất sắc nhất và Đạo diễn xuất sắc nhất.
Tên phim tiếng Hoa 無間道 phiên âm là vô gian đạo dùng để chỉ tầng địa ngục thứ 8 (Avici, A Tì địa ngục) nơi chúng sinh tạo nghiệp cực ác phải chịu thống khổ liên tục không được nghỉ ngơi. Tựa tiếng Anh của bộ phim Infernal Affairs là một cách chơi chữ: ghép infernal (tính từ; thuộc về, liên quan đến Địa Ngục) với "internal affairs" (Cơ quan nội vụ). Ở Việt Nam, bộ phim thường được biết với tên Vô gian đạo do chữ "間" còn được phiên âm là "gian".

## Nội dung
Câu chuyện của vô gian đạo là cuộc đấu trí căng thẳng giữa viên cảnh sát Trần Vĩnh Nhân (Lương Triều Vĩ) hoạt động bí mật trong một băng xã hội đen Tam Hoàng và gã tội phạm Lưu Kiến Minh (Lưu Đức Hoa) do chính băng xã hội đen này cài vào lực lượng cảnh sát. Để hoàn thành nhiệm vụ gián điệp của mình, hai người càng ngày càng phải tham gia sâu hơn vào tổ chức đối nghịch và phải đương đầu với nhiều khó khăn hơn.
Bộ phim bắt đầu với cảnh Vĩnh Nhân và Kiến Minh nói chuyện tại cửa hàng loa nơi Nhân làm việc mà không hề biết họ là đối thủ của nhau. Sau đó trong một vụ thương lượng giữa tay trùm của băng xã hội đen là Hàn Sâm (Tăng Chí Vĩ) và một tay buôn cocaine người Thái, Nhân đã dùng mã Morse để báo tin cho thanh tra cảnh sát Huỳnh Chí Thành (Huỳnh Thu Sinh) và đội điều tra của ông phá vụ mua bán này. Tuy nhiên Minh đã kịp báo động cho Sâm để hắn ra lệnh cho đàn em vứt cocaine xuống biển trước khi cảnh sát kịp thu giữ tang chứng. Đến lúc này thì cả thanh tra Huỳnh và tay trùm Sâm đều nhận ra rằng có gián điệp trong nội bộ tổ chức của mình và bắt đầu cuộc đua với thời gian để loại bỏ gián điệp của nhau.
Cùng lúc đó thì cả Nhân và Minh đều gặp khó khăn với cuộc sống hai mặt của mình. Sau 10 năm nằm vùng trong tổ chức tội phạm, Nhân bắt đầu mất niềm tin rằng mình vẫn còn là một cảnh sát thực sự, trong khi đó thì Minh cũng ngày càng thăng tiến và trở thành một thanh tra nội bộ, anh dần muốn xóa bỏ đi nguồn gốc tội phạm của mình.
Sau đó Minh được giao nhiệm vụ tìm kiếm tay nội gián trong lực lượng cảnh sát. Minh cho theo dõi thanh tra Huỳnh với danh nghĩa điều tra nội bộ, nhưng thực chất là giúp Sâm tìm kiếm tay cảnh sát chìm mà thanh tra Huỳnh vẫn thường liên lạc. Mâu thuẫn câu chuyện lên đến đỉnh điểm khi nhờ tin mật báo của Minh, Sâm biết được địa điểm thanh tra Huỳnh đang liên lạc với người cảnh sát chìm, hắn cử đàn em đến giải quyết. May mắn đã giúp Nhân biết được và đi ngay trước khi người của Sâm đến. Tuy nhiên thanh tra Huỳnh bị đàn em của Sâm giết hại bằng cách ném từ trên tầng 24 xuống. Trước khi chạy thoát, Nhân đã thấy tận mắt cái chết của ông. Ngay trong ngày hôm đó, Minh có được điện thoại của thanh tra Huỳnh và liên lạc được với Nhân. Nhờ thông tin của Nhân, cảnh sát đã tóm gọn vụ buôn ma túy của Sâm và chính tay Minh giết chết Sâm. Mọi việc có vẻ diễn ra theo đúng kế hoạch khi Nhân cuối cùng cũng lấy lại được danh tính cảnh sát của mình còn Minh lại xóa bỏ được mối liên hệ với băng xã hội đen. Tuy nhiên khi quay trở lại sở cảnh sát, Nhân khám phá ra rằng Minh chính là tay nội gián mà mình đang tìm và bỏ đi. Minh cũng nhận ra mình đã bị phát hiện và xóa hồ sơ cảnh sát của Nhân khỏi máy tính.
Cuối cùng, hai người gặp nhau trên sân thượng để nói chuyện cho rõ trắng đen. Nhân đã khống chế được Minh, nhưng khi đi vào thang máy của tòa nhà, bất ngờ anh bị viên cảnh sát thứ ba tên Đại B (Lâm Gia Đống) bắn vào đầu và chết ngay tại chỗ. Đại B sau đó tiết lộ với Minh rằng chính anh ta cũng là một nội gián và đề nghị Minh cộng tác. Nhưng trong thang máy, Minh đã bắn chết Đại B để giữ bí mật cho quá khứ của mình.
Cảnh kết phim gốc là Minh trong trang phục cảnh sát đang đứng trước mộ của Nhân, mộ của anh nằm bên cạnh mộ thanh tra Huỳnh. Những hồi tưởng của Minh cho thấy anh đã từng mong ước rằng mình nên chọn một con đường khác cho cuộc đời.
Khi phát hành ở Trung Quốc đại lục, cảnh kết phim được thay bằng cảnh Minh đi ra khỏi thang máy và được thông báo rằng cảnh sát đã có bằng chứng anh là gián điệp của băng xã hội đen. Minh trả lại phù hiệu cảnh sát và không hề chống cự khi bị giải đi. Cái kết này có lẽ để đáp ứng việc kiểm duyệt của chính quyền đại lục rằng tội ác sẽ phải trả giá.

## Diễn viên
- Lương Triều Vĩ vai Trần Vĩnh Nhân (陳永仁)
- Lưu Đức Hoa vai Lưu Kiến Minh (劉健明)
- Huỳnh Thu Sinh vai thanh tra Huỳnh Chí Thành (黃志誠)
- Tăng Chí Vĩ vai trùm xã hội đen Hàn Sâm (韓琛)
- Trần Tuệ Lâm vai bác sĩ tâm lý Lý Tâm Nhi (李心兒)
- Trịnh Tú Văn vai Mary
- Tiêu Á Hiên vai May
- Đỗ Vấn Trạch vai Sọa Cường (傻強)
- Lâm Gia Đống vai thanh tra Đại B (大Ｂ)
- Khu Hiên Vĩ vai thanh tra Đại Tượng
- Trần Quán Hy vai Lưu Kiến Minh lúc thiếu niên
- Dư Văn Lạc vai Trần Vĩnh Nhân lúc thiếu niên

## Đánh giá
Ngay từ khi sản xuất, vô gian đạo đã thu hút được sự quan tâm của công chúng và giới báo chí nhờ một dàn diễn viên toàn sao với Lương Triều Vĩ, Lưu Đức Hoa, Huỳnh Thu Sinh, Tăng Chí Vĩ, Trần Tuệ Lâm và Trịnh Tú Văn. Vai diễn của Lương Triều Vĩ trong phim được giới phê bình đánh giá rất cao, anh đã giành giải Nam diễn viên chính xuất sắc nhất ở hầu hết các lễ trao giải lớn trong đó có những giải thưởng uy tín là Kim Tượng, Kim Mã và Kim Tử Kinh. Sau khi phát hành nội dung phim với những điệp viên nằm vùng của cả hai phía, diễn biến dồn dập và bố cục chặt chẽ cũng nhận được rất nhiều lời khen từ giới chuyên môn.
Bộ phim đã đạt doanh thu cao đặc biệt ở Hồng Kông và được xem là bộ phim đem lại sức sống mới cho cả nền điện ảnh Hồng Kông khi đó đang lâm vào tình trạng khủng hoảng về ý tưởng sáng tạo. Do thành công cả về mặt nghệ thuật và thương mại, các nhà sản xuất đã làm tiếp hai bộ phim khác là vô gian đạo 2 (Infernal Affairs II - với những sự kiện trước khi truyện phim vô gian đạo xảy ra) và vô gian đạo 3 (Infernal Affairs III - mô tả những sự kiện sau đó), cả hai phim này đều được phát hành năm 2003.
Tại lễ bầu chọn 100 phim xuất sắc nhất của điện ảnh Hoa ngữ trong 100 năm tổ chức ngày 27 tháng 3 năm 2005, vô gian đạo xếp thứ 32. Bộ phim cũng xếp thứ 233 trên bảng xếp hạng phim hay nhất của trang dữ liệu điện ảnh IMDB.
Năm 2003, hãng phim Plan B Entertainment của diễn viên Brad Pitt đã mua bản quyền làm lại vô gian đạo. Phiên bản Hollywood này có tên Điệp vụ Boston (The Departed) cũng có một đội ngũ sản xuất hùng hậu với đạo diễn nổi tiếng Martin Scorsese và các ngôi sao điện ảnh Matt Damon, Leonardo DiCaprio và Jack Nicholson. Điệp vụ Boston được phát hành ngày 6 tháng 10 năm 2006 và sau đó đã giành tới 4 giải Oscar của Viện hàn lâm điện ảnh Hoa Kỳ kể cả Giải Oscar Phim hay nhất, Giải Oscar Đạo diễn xuất sắc nhất (cho Martin Scorsese) và Giải Oscar Kịch bản chuyển thể xuất sắc nhất.

## Giải thưởng
vô gian đạo đã thắng lớn tại lễ trao giải Giải thưởng điện ảnh Hồng Kông năm 2002, đánh bại bộ phim Anh hùng của đạo diễn Trương Nghệ Mưu để giành giải Phim hay nhất. Ngoài ra bộ phim này cũng đạt được rất nhiều giải thưởng khác:
Giải thưởng điện ảnh Hồng Kông lần thứ 22
- Phim hay nhất
- Đạo diễn xuất sắc nhất - Lưu Vĩ Cường và Mạch Triệu Huy
- Kịch bản xuất sắc nhất - Mạch Triệu Huy và Trang Văn Cường
- Vai nam chính xuất sắc nhất - Lương Triều Vĩ
- Vai nam phụ xuất sắc nhất - Huỳnh Thu Sinh
- Dựng phim xuất sắc nhất - Bành Phát và Bành Chính Hi
- Ca khúc trong phim xuất sắc nhất - "vô gian đạo" do Lưu Đức Hoa và Lương Triều Vĩ trình diễn

Giải thưởng điện ảnh Kim Mã lần thứ 40 (Đài Loan)
- Phim hay nhất
- Đạo diễn xuất sắc nhất - Lưu Vĩ Cường và Mạch Triệu Huy
- Vai nam chính xuất sắc nhất - Lương Triều Vĩ
- Vai nam phụ xuất sắc nhất - Huỳnh Thu Sinh
- Hiệu ứng âm thanh - Tăng Cảnh Tường
- Giải bình chọn của khán giả

Giải Kim Tử Kinh lần thứ 8
- Phim hay nhất
- Đạo diễn xuất sắc nhất - Lưu Vĩ Cường và Mạch Triệu Huy
- Kịch bản xuất sắc nhất - Mạch Triệu Huy và Trang Văn Cường
- Vai nam chính xuất sắc nhất - Lương Triều Vĩ
- Vai nam phụ xuất sắc nhất - Huỳnh Thu Sinh

Giải thưởng điện ảnh của Hội phê bình điện ảnh Hồng Kông lần thứ 9
- Vai nam phụ xuất sắc nhất - Huỳnh Thu Sinh

46th Blue Ribbon Awards: Phim nước ngoài xuất sắc nhất
Udine Far East Film Festival: Phim hay nhất do khán giả bình chọn

## Chuyện ngoài lề
- Lương Triều Vĩ giành giải Nam diễn viên chính xuất sắc nhất ở cả ba lễ trao giải Kim Tượng, Kim Mã và Kim Tử Kinh. Trước đó, anh đã từng đóng một vai cảnh sát nằm vùng trong tổ chức xã hội đen tương tự như vai cảnh sát Nhân, đó là vai Alan trong bộ phim Lạt thủ thần thám (辣手神探, Hard Boiled) của đạo diễn Ngô Vũ Sâm năm 1992. Bộ phim này cũng có sự tham gia của Huỳnh Thu Sinh (vai thanh tra Huỳnh trong vô gian đạo) nhưng lần này trong vai một tay trùm xã hội đen.
- Trong bộ phim Ngọa hổ (臥虎, Operation Undercover) sản xuất năm 2006, Tăng Chí Vĩ cũng vào vai một tay trùm xã hội đen đi tìm điệp viên của cảnh sát trong tổ chức của mình. Ở cuối phim nhân vật của Tăng Chí Vĩ cũng bị giết, và diễn viên đóng vai tên giết người lại chính là Dư Văn Lạc (vai cảnh sát Nhân thời thiếu niên). Có thể thấy thành công của bộ phim vô gian đạo đã ảnh hưởng đến các bộ phim khác của điện ảnh Hồng Kông thế nào.
- Tại lễ trao giải Oscar lần thứ 79, vô gian đạo đã bị nhầm thành một bộ phim Nhật Bản. Đạo diễn Martin Scorsese sau đó đã phải đính chính lại đây là một bộ phim Hồng Kông khi lên nhận giải thưởng Oscar cho đạo diễn.

## Chuyển thể
Năm 2016, Vô gian đạo được hãng TVB làm lại từ tác phẩm điện ảnh trên. Phim Vô Gian Đạo TVB do đạo diễn Lương Gia Thụ làm giám chế. Cùng với đó là sự tham gia của dàn diễn viên quen thuộc như: Vương Dương, La Trọng Khiêm, Tô Lệ San, La Gia Lương, Liêu Bích Nhi, Lưu Tùng Nhân, Nhậm Hiền Tề...